# Andre Schembri
Andre Schembri (Pietà, 27 mei 1986) is een voormalig Maltees voetballer die voetbalt bij Ferencvárosi TC.

## Statistieken
| seizoen     | club                   | land       | competitie            | wed. | goals |
| ----------- | ---------------------- | ---------- | --------------------- | ---- | ----- |
| 2002/05     | Hibernians FC          | Malta      | Premier League        | 44   | 10    |
| 2005/07     | Marsaxlokk FC          | Malta      | Premier League        | 51   | 24    |
| 2007/08     | Eintracht Braunschweig | Duitsland  | Regionalliga Nord     | 29   | 9     |
| 2008/09     | FC Carl Zeiss Jena     | Duitsland  | Dritte Liga           | 32   | 4     |
| 2009/10     | SK Austria Kärnten     | Oostenrijk | Bundesliga            | 13   | 1     |
| 2010/..     | Ferencvárosi TC        | Hongarije  | Magyar Labdarúgó Liga | 22   | 8     |
| Bijgewerkt: | 13-12-2010             |            | Totaal                | 172  | 44    |

## Internationale carrière
Schembri speelt ook voor het Maltees voetbalelftal. Op 11 oktober 2006 scoorde hij twee keer tegen Hongarije in een kwalificatiewedstrijd voor het EK 2008. Malta won dat duel met 2-1.